# Bactrocera emarginata
Bactrocera emarginata
 es una especie de díptero que Perkins describió por primera vez en 1939. Bactrocera emarginata pertenece al género Bactrocera de la familia Tephritidae. 